# The Andy Griffith Show
The Andy Griffith Show est une série télévisée américaine en 249 épisodes de 25 minutes en noir et blanc, créée par Arthur Stander et diffusée du 3 octobre 1960 au 1er avril 1968 sur le réseau CBS. Série emblématique du paysage audiovisuel américain des années 1960, elle fut très populaire aux États-Unis, étant régulièrement classée parmi les plus fortes audiences tout au long de ses huit saisons.
La série figure en 9e position du « classement des 50 meilleurs programmes télévisés de tous les temps » (TV Guide's 50 Greatest TV Shows of All Time (en)), classement réalisé en 2002 par TV Guide, principal guide des programmes de la télévision américaine. En termes de récompenses, même si la série n'a jamais directement reçu de prix, ses acteurs Don Knotts et Frances Bavier ont remporté pour leurs rôles un total de six Emmy Awards.
Cette série est inédite dans les pays francophones.

## Synopsis
The Andy Griffith Show suit les aventures d'Andy Taylor, shérif de Mayberry, petit bourg imaginaire de l'État de Caroline du Nord. Le shérif, incarné par l'acteur Andy Griffith, est accompagné de son shérif-adjoint Barney Fife (Don Knotts), qui lui cause plus de problèmes qu'autre chose du fait de ses nombreuses gaffes, de sa maîtresse de maison tante Bee (Frances Bavier), et de son petit garçon Opie (Ron Howard). La série est rythmée par son travail de shérif, ses interactions avec les habitants et commerçants de Mayberry, et sa vie à la maison en compagnie de tante Bee et de son fils Opie.

## Distribution

### Acteurs principaux
- Andy Griffith : Sheriff Andy Taylor
- Ronny Howard : Opie Taylor
- Frances Bavier : Aunt Bee Taylor
- Don Knotts : Deputy Barney Fife

### Acteurs récurrents et invités
- George Lindsey	: Goober Pyle (86 épisodes, 1964-1968)
- Howard McNear : Floyd Lawson (80 épisodes, 1961-1967)
- Aneta Corsaut : Helen Crump (66 épisodes, 1963-1968)
- Colin Male : Annonceur (66 épisodes, 1960-1964)
- Jack Dodson (en) : Howard Sprague (38 épisodes, 1966-1968)
- Hal Smith : Otis Campbell (32 épisodes, 1960-1966)
- Hope Summers : Clara Edwards (32 épisodes, 1961-1968)
- Betty Lynn : Thelma Lou (26 épisodes, 1961-1966)
- Jim Nabors : Gomer Pyle (23 épisodes, 1962-1964)
- Paul Hartman : Emmett Clark (16 épisodes, 1967-1968)
- Burt Mustin : Jud Fletcher (14 épisodes, 1960-1966)
- Elinor Donahue : Ellie Walker (12 épisodes, 1960-1961)
- Richard Keith : Johnny Paul Jason (12 épisodes, 1962-1966)
- Jack Burns : Deputy Warren Ferguson (11 épisodes, 1965-1966)
- Dick Elliott : Mayor Pike (11 épisodes, 1960-1962)
- Sheldon Collins : Arnold Bailey (9 épisodes, 1966-1968)
- Allan Melvin : rôles différents (8 épisodes, 1962-1967)
- Dennis Rush : Howie Pruitt (8 épisodes, 1963-1965)
- Roy Engel : rôles différents (8 épisodes, 1962-1968)
- Howard Morris : Ernest T. Bass (8 épisodes, 1963-1965)
- Parley Baer : Mayor Roy Stoner (7 épisodes, 1962-1963)
- Charles P. Thompson : Asa Breeney (7 épisodes, 1962-1967)
- Denver Pyle : Briscoe Darling (6 épisodes, 1963-1966)
- Frank Ferguson : rôles différents (5 épisodes, 1960-1965)

## Épisodes
La série compte 8 saisons pour un total de 249 épisodes. Les 159 épisodes des cinq premières saisons sont en noir et blanc, tandis que les 90 derniers épisodes des saisons six à huit sont en couleur. Andy Griffith joue dans la totalité des épisodes, suivi de Ron Howard en deuxième position, qui apparait dans 209 épisodes. Seuls les acteurs Andy Griffith, Ron Howard, Frances Bavier, Don Knotts et Hope Summers sont présents dans les huit saisons que compte la série.
Don Knotts, qui jouait le shérif-adjoint Barney Fife, quitte la série à la fin de la cinquième saison, au moment où la série passe à la couleur, pour se lancer dans le cinéma; il fait néanmoins plusieurs apparitions épisodiques, au nombre de cinq, au cours des saisons restantes. Ainsi, la sixième saison constitue un tournant important dans la série, marqué par l'arrivée de nouveaux scénaristes. Ainsi, le ressort comique de la série, basé sur les interactions de personnages récurrents de sitcoms, comme les gags de l'adjoint Barney Fife par exemple, est progressivement abandonné au profit d'un humour tournant plutôt autour de situations ayant trait à la vie paisible de la ville de Mayberry.